# Ligne du Bözberg
 (avril 2025).
La Ligne du Bözberg est une ligne de chemin de fer qui relie Bâle à Zurich en Suisse.